# Campionat del Món d'esquí nòrdic
El Campionat del Món d'esquí nòrdic és una competició internacional d'esquí nòrdic organitzada per la Federació Internacional d'Esquí (FIS). La primera edició data de l'any 1925, però fins a 1954 no hi van participar les dones. El Campionat del Món inclou les tres disciplines de l'esquí nòrdic: l'esquí de fons, els salt d'esquí i la combinada nòrdica. De 1924 a 1939 es van disputar cada any, inclosos els anys en què coincidien amb els Jocs Olímpics d'Hivern. Des de 1950 es van celebrar cada quatre anys i des de 1985 cada dos anys, en els anys imparells.

## Llista de campionats
| #  | Any  | Lloc                          | Data                     | Seu                                                              | País                   | Np | Notes / Novetats |
| -- | ---- | ----------------------------- | ------------------------ | ---------------------------------------------------------------- | ---------------------- | -- | --- |
| 1  | 1925 | Janské Lázně                  | 4 – 14 de febrer         | —                                                                | Txecoslovàquia         | 4  | Anomenat Rendezvous races                                                                                              |
| 2  | 1926 | Lahti                         | 4 – 6 de febrer          | Salpausselkä                                                     | Finlàndia              | 4  | Anomenat Rendezvous races                                                                                              |
| 3  | 1927 | Cortina d'Ampezzo             | 2 – 5 de febrer          | Tramplolí Itàlia                                                 | Itàlia                 | 4  | Anomenat FIS races |
| 4  | 1929 | Zakopane                      | 5 – 9 de febrer          | —                                                                | Polònia                | 4  | Anomenat FIS races |
| 5  | 1930 | Oslo                          | 27 de febrer – 1 de març | Holmenkollen                                                     | Noruega                | 4  | |
| 6  | 1931 | Oberhof                       | 13 – 15 de febrer        | —                                                                | Alemanya               | 4  | |
| 7  | 1933 | Innsbruck                     | 8 – 12 de febrer         |                                                                  | Àustria                | 5  | Anomenat FIS races Aparició de la prova de relleus en esquí de fons                                                    |
| 8  | 1934 | Sollefteå                     | 20 – 25 de febrer        | Hallstabacken                                                    | Suècia                 | 5  | Anomenat FIS races |
| 9  | 1935 | Vysoké Tatry                  | 13 – 18 de febrer        |                                                                  | Txecoslovàquia (2)     | 5  | Anomenat FIS races |
| 10 | 1937 | Chamonix                      | 12 – 28 de febrer        | Trampolí olímpic de Mont Estadi Olímpic                          | França                 | 5  | 1rs Campionats del Món d'esquí nòrdic oficials                                                                         |
| 11 | 1938 | Lahti (2)                     | 24 – 28 de febrer        | Salpausselkä                                                     | Finlàndia (2)          | 5  | |
| 12 | 1939 | Zakopane (2)                  | 11 – 19 de febrer        | —                                                                | Polònia (2)            | 5  | |
| —  | 1941 | Cortina d'Ampezzo (2)         | 1 – 10 de febrer         | Trampolí Itàlia                                                  | Itàlia (2)             | 5  | Anul·lats el 1946 |
| 13 | 1950 | Lake Placid (SE) Rumford (EF) | 1 – 6 de febrer          | Intervales —                                                     | Estats Units           | 5  | 1r campionat fora d'Europa                                                                                             |
| 14 | 1954 | Falun                         | 13 – 21 de febrer        | Trampolins de Lugnet                                             | Suècia (2)             | 8  | 1a participació de les dones                                                                                           |
| 15 | 1958 | Lahti (3)                     | 1 – 9 de març            | Salpausselkä                                                     | Finlàndia (3)          | 8  | |
| 16 | 1962 | Zakopane (3)                  | 18 – 25 de febrer        | —                                                                | Polònia (3)            | 10 | Disputa de la prova de tampolí normal                                                                                  |
| 17 | 1966 | Oslo (2)                      | 17 – 27 de febrer        | Holmenkollen                                                     | Noruega (2)            | 10 | |
| 18 | 1970 | Vysoké Tatry (2)              | 14 – 22 de febrer        | Štrbské pleso                                                    | Txecoslovàquia (3)     | 10 | |
| 19 | 1974 | Falun (2)                     | 16 – 24 de febrer        | Trampolins de Lugnet                                             | Suècia (3)             | 10 | |
| 20 | 1978 | Lahti (4)                     | 18 – 26 de febrer        | Salpausselkä                                                     | Finlàndia (4)          | 11 | |
| 21 | 1980 | Falun (3)                     | 8 de març                | Trampolins de Lugnet                                             | Suècia (4)             | 1  | Sols es disputa una prova no olímpica: els 20 km femenins d'esquí e fons                                               |
| 22 | 1982 | Oslo (3)                      | 19 – 28 de febrer        | Holmenkollen                                                     | Noruega (3)            | 13 | Disputa de les proves de salt d'esquí per equips des del trampolí gran i de relleus en combinada nòrdica               |
| 23 | 1984 | Engelberg (SS) Rovaniemi (CN) | 26 de febrer 17 de març  | Gross-Titlis-Schanze –                                           | Suïssa · Finlàndia (5) | 2  | Sols es disputen dues proves no olímpiques: 3 x 10 km per equips (CN) i Trampolí gran per equips (SE)                  |
| 24 | 1985 | Seefeld                       | 16 – 27 de gener         | Centre nòrdic de Seefeld Trampolí de Bergisel (Innsbruck)        | Àustria (2)            | 13 | |
| 25 | 1987 | Oberstdorf                    | 12 – 21 de febrer        | Trampolins de Schattenberg Birgsautal                            | RFA (2)                | 13 | |
| 26 | 1989 | Lahti (5)                     | 17 – 26 de febrer        | Salpausselkä                                                     | Finlàndia (6)          | 15 | |
| 27 | 1991 | Val di Fiemme                 | 7 – 17 de febrer         | Llac de Tesero Trampolins Giuseppe dal Ben                       | Itàlia (3)             | 15 | Disputa de la prova masculina dels 10 km en esquí de fons                                                              |
| 28 | 1993 | Falun (4)                     | 19 – 28 de febrer        | Trampolins de Lugnet                                             | Suècia (5)             | 15 | Disputa de la prova de persecució                                                                                      |
| 29 | 1995 | Thunder Bay                   | 9 – 19 de març           | Big Thunder Ski Jumping Center                                   | Canadà                 | 15 | |
| 30 | 1997 | Trondheim                     | 21 de febrer – 2 de març | Trampolí de Granåsen                                             | Noruega (4)            | 15 | |
| 31 | 1999 | Ramsau                        | 19 – 28 de febrer        | Ramsau am Dachstein Trampolí Ausserleitner (Bischofshofen)       | Àustria (3)            | 16 | Disputa de la prova de 10 km/gran trampolí                                                                             |
| 32 | 2001 | Lahti (6)                     | 15 – 25 de febrer        | Salpausselkä                                                     | Finlàndia (7)          | 19 | Disputa de les proves de salt d'esquí per equips en trampolí normal i d'esprint                                        |
| 33 | 2003 | Val di Fiemme (2)             | 18 de febrer – 1 de març | Llac de Tesero Trampolins Giuseppe dal Ben                       | Itàlia (4)             | 18 | |
| 34 | 2005 | Oberstdorf (2)                | 16 – 27 de febrer        | Trampolins de Schattenberg / Ried                                | Alemanya (3)           | 19 | Disputa de la prova d'esprint per equips                                                                               |
| 35 | 2007 | Sapporo                       | 22 de febrer – 4 de març | Miyanomori / Okurayama Shirahatayama Open Stadium / Sapporo Dome | Japó                   | 18 | |
| 36 | 2009 | Liberec                       | 18 de febrer – 1 de març | Ještěd / Vesec                                                   | Txèquia (4)            | 20 | Disputa de la prova femenina de salt d'esquí Únic campionat amb sortida en línia en la combinada nòrdica               |
| 37 | 2011 | Oslo (4)                      | 23 de febrer – 6 de març | Holmenkollen                                                     | Noruega (5)            | 21 | Disputa de la prova de relleus de combinada nòrdica en trampolí normal                                                 |
| 38 | 2013 | Val di Fiemme (3)             | 20 de febrer – 3 de març | Llac de Tesero Trampolins Giuseppe dal Ben                       | Itàlia (5)             | 21 | Disputa de les proves de salt d'esquí mixts per equips i d'esprint per equips de la combinada nòrdica en gran trampolí |
| 39 | 2015 | Falun (5)                     | 18 de febrer – 1 de març | Trampolins de Lugnet                                             | Suècia (6)             | 21 | |
| 40 | 2017 | Lahti (7)                     | 22 de febrer – 5 de març | Salpausselkä                                                     | Finlàndia (8)          | 21 | |
| 41 | 2019 | Seefeld (2)                   | 20 de febrer – 3 de març | Centre nordique de Seefeld Trampolí de Bergisel (Innsbruck)      | Àustria (4)            | 22 | Apparition de l'épreuve féminine de saut à ski par équipe                                                              |
| 42 | 2021 | Oberstdorf (3)                | 23 de febrer – 7 de març | Trampolins de Schattenberg / Ried                                | Alemanya (4)           | ?  | — |
| 43 | 2023 | Planica                       | ?                        | Centre nòrdic de Planica                                         | Eslovènia              | ?  | — |

## Medaller
| Posició | País           | Or  | Argent | Bronze | Total |
| 1       | Noruega        | 146 | 108    | 113    | 367   |
| 2       | Finlàndia      | 63  | 70     | 68     | 201   |
| 3       | Suècia         | 46  | 47     | 46     | 139   |
| 4       | Unió Soviètica | 35  | 32     | 23     | 90    |
| 5       | Alemanya       | 33  | 40     | 25     | 98    |
| 6       | Rússia         | 26  | 32     | 31     | 89    |
| 7       | Àustria        | 24  | 27     | 32     | 83    |
| 8       | Itàlia         | 12  | 21     | 23     | 56    |
| 9       | RDA            | 12  | 15     | 11     | 38    |
| 10      | Japó           | 10  | 12     | 15     | 37    |
| 11      | Polònia        | 10  | 7      | 11     | 28    |
| 12      | Txecoslovàquia | 7   | 12     | 11     | 30    |
| 13      | Estats Units   | 7   | 4      | 6      | 17    |
| 14      | França         | 6   | 4      | 12     | 22    |
| 15      | Suïssa         | 4   | 5      | 8      | 17    |
| 16      | Kazakhstan     | 4   | 1      | 4      | 9     |
| 17      | Txèquia        | 3   | 6      | 6      | 15    |
| 18      | Estònia        | 3   | 5      | 2      | 10    |
| 19      | RFA            | 3   | 1      | 1      | 5     |
| 20      | Canadà         | 2   | 1      | 3      | 6     |
| 21      | Eslovènia      | 1   | 3      | 4      | 8     |
| 22      | Espanya        | 1   | 1      | 0      | 2     |
| 23      | Iugoslàvia     | 1   | 0      | 0      | 1     |
| 24      | Belarús        | 0   | 1      | 0      | 1     |
| 25      | Ucraïna        | 0   | 0      | 2      | 2     |
| Total   | Total          | 459 | 455    | 457    | 1 371 |